# Antonio Ferreira
Antonio Ferreira (Lisboa, 1528 - 1569), escritor y humanista portugués, uno de los más importantes del Renacimiento, conocido como el Horacio portugués.
Estudió Derecho en la Universidad de Coímbra, donde tuvo por maestros al humanista Diogo de Teive y a Jorge Buchanan. Ocupó una plaza en tribunal supremo de Lisboa. Como discípulo más destacado del poeta Sá de Miranda, destacó en la elegía, la epístola, la oda y el teatro. Su hijo, Miguel Leite Ferreira, publicó sus poemas con el título de Poemas lusitanos en Lisboa (1598) y sus comedias aparecieron en 1621 junto a las de Francisco Sá de Miranda, en cuyas innovaciones poéticas profundizó.
Su obra más conocida es una tragedia, A Castro o Tragedia de Inés de Castro, de inspiración clásica y en cinco actos, en la que aparece un coro griego, aunque está escrita en verso polimétrico. El tema, los amores del príncipe Pedro de Portugal con la noble Inés de Castro y el asesinato de esta en 1355 por razón de Estado y orden del padre del príncipe, el rey Alfonso IV. Esta tragedia no se imprimió hasta 1587 pero había sido imitada anteriormente en castellano por el fraile dominico Jerónimo Bermúdez en su Nise lastimosa, publicada en Madrid en 1577, aunque Bermúdez redujo el papel del coro y en conjunto su obra posee menor fuerza que el original portugués.